# Melker Svärd Jacobsson
Melker Svärd Jacobsson (né le 8 janvier 1994 à Lund) est un athlète suédois, spécialiste du saut à la perche.

## Carrière
Il porte son record personnel en salle à 5,82 m le 10 février 2019 à Rud.
Il remporte la médaille de bronze des championnats d'Europe en salle 2019 de Glasgow avec 5,75 m.

## Palmarès
| Date | Compétition                       | Lieu       | Résultat | Marque |
| ---- | --------------------------------- | ---------- | -------- | ------ |
| 2011 | Championnats du monde cadets      | Lille      | 2e       | 5,15 m |
| 2012 | Championnats du monde juniors     | Barcelone  | 6e       | 5,35 m |
| 2016 | Championnats d'Europe             | Amsterdam  | finale   | DNS    |
| 2018 | Championnats du monde en salle    | Birmingham | 9e       | 5,70 m |
| 2019 | Championnats d'Europe en salle    | Glasgow    | 3e       | 5,75 m |
| 2019 | Championnats d'Europe par équipes | Bydgoszcz  | 2e       | 5,71 m |

## Records
| Épreuve          | Épreuve   | Marque | Lieu      | Date            |
| ---------------- | --------- | ------ | --------- | --------------- |
| Saut à la perche | Plein air | 5,71 m | Bydgoszcz | 11 août 2019    |
| Saut à la perche | En salle  | 5,82 m | Rud       | 10 février 2019 |